# Baraona
Baraona – gmina w Hiszpanii, w prowincji Soria, w Kastylii i León, o powierzchni 116,58 km². W 2011 roku gmina liczyła 183 mieszkańców.